# 朱迪斯·贾维斯·汤姆逊
朱迪斯·贾维斯·汤姆逊（1929年10月4日 – 2020年11月20日）是一位研究伦理学、形上學和有轨电车难题的美国哲学家。 朱迪斯·贾维斯·汤姆逊是《为堕胎辩护》的作者。1989年，朱迪斯·贾维斯·汤姆逊当选美国文理科学院院士。 2016年，她当选为英國國家學術院通讯院士。 2019年，当选为美國哲學學會会员。